# 蛯原八郎
蛯原 八郎（えびはら はちろう、1907年（明治40年）1月13日 - 1946年（昭和21年）5月30日）は、日本のジャーナリスト、著作家、新聞・雑誌研究家。明治期・大正期に活躍したジャーナリスト宮武外骨の助手を長く務め、東京帝国大学法学部附属明治新聞雑誌文庫で新聞・雑誌を博捜し、文学研究における資料批判の重要性を訴えた。

## 経歴
1907年（明治40年）茨城県生まれ。後に東京府に転居し、麹町小学校を卒業し丸善に入社。業務の傍ら、同社の商業夜学会で学ぶ。1923年（大正12年）に丸善を退社し、1924年（大正13年）にジャーナリスト宮武外骨の助手となった。1927年（昭和2年）に博報堂の創業者・瀬木博尚の資金援助を受け、宮武外骨が東京帝国大学法学部附属明治新聞雑誌文庫（現・近代日本法政史料センター）を創設した。以降、9年間にわたり明治新聞雑誌文庫に在籍し、外骨と共にその充実に貢献。「明治文化全集」の編集などに尽力した。退職後は、時事新報特派員として欧米諸国を歴訪し、取材活動に従事。その後、満州に渡り同地で死去した。

## 主な刊行物

### 編集
- 『明治文化全集』明治文化研究会編 日本評論社 1927-1932

### 単著
- 『明治文学雑記』学而書院  1935
- 『海外邦字新聞雑誌史』学而書院  1936
- 『日本欧字新聞雑誌史』名著普及会  1980
- 『日本に於ける外字の新聞雑誌』半狂堂  1874

### 共著
- 『浪漫古典 第3輯 (エミイル・ゾラ研究)』昭和書房 編 昭和書房  1934
- 『明治文化研究論叢』明治文化研究会 編 一元社  1934
- 『日本文学講座 第15-17巻』改造社  1935